# Зимова Універсіада 1978
Зимова Універсіада 1978 — IX зимова Універсіада, пройшла в чехословацькому курорті Шпіндлерів Млин, розташованого на території гірського масиву Карконоші у окрузі Трутнова з 5 по 12 лютого 1978 року.

## Медальний залік
| Місце  | Країна         | Золото | Срібло | Бронза | Загалом |
| ------ | -------------- | ------ | ------ | ------ | ------- |
| 1      | СРСР           | 6      | 5      | 3      | 14      |
| 2      | Чехословаччина | 4      | 2      | 3      | 9       |
| 3      | Італія         | 3      | 1      | 2      | 6       |
| 4      | Франція        | 1      | 2      | 1      | 4       |
| 5      | Польща         | 1      | 2      | 0      | 3       |
| 6      | Болгарія       | 1      | 1      | 1      | 3       |
| 7      | Швейцарія      | 0      | 2      | 1      | 3       |
| 8      | Австрія        | 0      | 1      | 3      | 4       |
| 9      | Фінляндія      | 0      | 0      | 2      | 2       |
| Всього | Всього         | 16     | 16     | 16     | 48      |